# Sörbyängen
Sörbyängen är ett bostadsområde i sydöstra Örebro. Området gränsar till Ladugårdsängen, Sörby och Almby. Sörbyängen byggdes huvudsakligen under åren 1982-1989, och består till stor del av bostadsrätter, men även av studentbostäder. Utbyggnaden har fortsatt i mindre skala, och år 2005 presenterades ett utbyggnadsprogram för Sörbyängen och Ladugårdsängen .
I Sörbyängen finns två skolor med låg- och mellanstadium. Örebro universitet ligger inom gångavstånd. Sörbykyrkan är en kyrka inom Svenska kyrkan och Almby församling i samarbete med EFS.
Kort från området ligger Sörbyskogen med motionsspår och promenadmöjligheter.

### Webbkällor
- Örebro kommun
- Sörbykyrkan